# Nybroviken, Västergötland
Nybroviken är en sjö i Borås kommun i Västergötland och ingår i Viskans huvudavrinningsområde.